# Département Nièvre
Das Département de la Nièvre [njɛːvʀ] ist das französische Département mit der Ordnungsnummer 58. Es liegt im Zentrum des Landes in der Region Bourgogne-Franche-Comté und ist nach dem Fluss Nièvre benannt. Das Département hat eine Fläche von 6.817 km² und 202.299 Einwohner (Stand 1. Januar 2022). Sitz der Präfektur ist Nevers.

## Geographie
Das Département Nièvre grenzt im Norden an das Département Yonne, im Osten an das Département Côte-d’Or, im Südosten an das Département Saône-et-Loire, im Süden an das Département Allier, im Westen an das Département Cher sowie im äußersten Nordwesten an das Département Loiret.
Das Département liegt im Westen der Region Bourgogne-Franche-Comté und ist wegen seiner vielen Kanäle bekannt. Bedeutendster Fluss ist die Loire, die von Süden kommend das südwestliche Gebiet des Départements durchfließt und hinter Nevers in nördlicher Richtung die Grenze zum Département Cher bildet. Die namengebende Nièvre mündet in Nevers aus Richtung Nordosten als rechter Nebenfluss in die Loire. Der östliche Teil des Départements liegt im Mittelgebirge Morvan.

## Geschichte
Das Département wurde am 4. März 1790 gebildet und ist mit der alten Provinz Nivernais fast deckungsgleich.
Von 1960 bis 2015 gehörte es zur Region Burgund, die 2016 in der Region Bourgogne-Franche-Comté aufging.

## Wappen
Beschreibung: In Blau mit rotem Dornbord zwei goldene Schrägbalken.

## Städte
Die bevölkerungsreichsten Gemeinden des Départements Nièvre sind:
| Stadt                 | Einwohner (2022) | Arrondissement        |
| --------------------- | ---------------- | --------------------- |
| Nevers                | 33.172           | Nevers                |
| Cosne-Cours-sur-Loire | 9.786            | Cosne-Cours-sur-Loire |
| Varennes-Vauzelles    | 9.166            | Nevers                |
| Decize                | 5.025            | Nevers                |
| La Charité-sur-Loire  | 4.701            | Cosne-Cours-sur-Loire |

## Verwaltungsgliederung
Das Département Nièvre gliedert sich in 4 Arrondissements, 17 Kantone und 309 Gemeinden:
| Arrondissement         | Kantone | Gemeinden | Einwohner 1. Januar 2022 | Fläche km² | Dichte Einw./km² | Code INSEE |
| ---------------------- | ------- | --------- | ------------------------ | ---------- | ---------------- | ---------- |
| Château-Chinon (Ville) | 3       | 80        | 27.068                   | 2.168,32   | 12               | 581        |
| Clamecy                | 4       | 84        | 20.111                   | 1.227,58   | 16               | 582        |
| Cosne-Cours-sur-Loire  | 3       | 63        | 42.531                   | 1.395,42   | 30               | 584        |
| Nevers                 | 10      | 82        | 112.589                  | 2.025,39   | 56               | 583        |
| Département Nièvre     | 17      | 309       | 202.299                  | 6.816,71   | 30               | 58         |

Siehe auch:

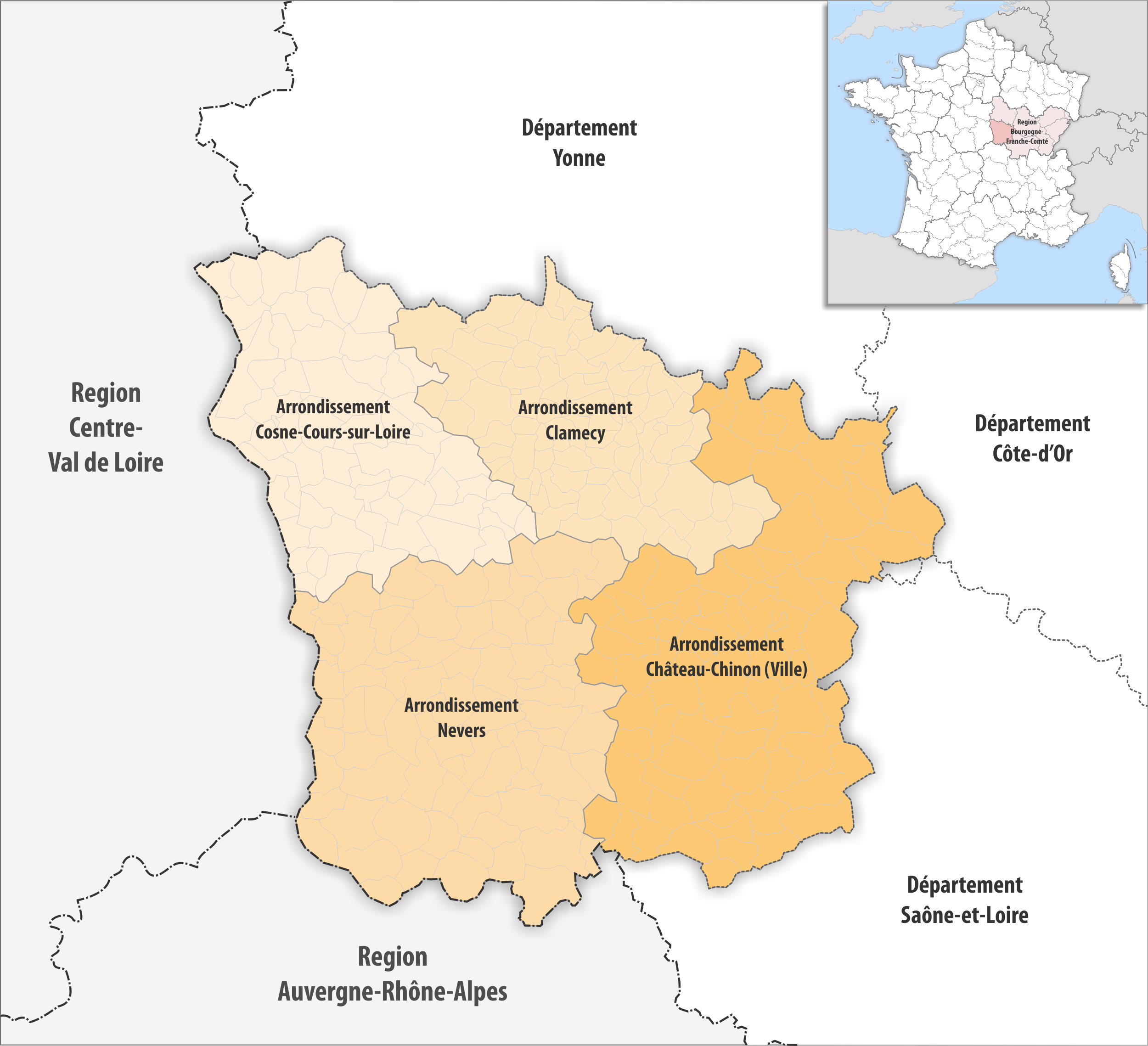
Gemeinden und Arrondissemente im Département Nièvre

- Liste der Gemeinden im Département Nièvre
- Liste der Kantone im Département Nièvre
- Liste der Gemeindeverbände im Département Nièvre